# カー語
カー語（Pū）は、インドのニコバル諸島で話されていて、ニコバル諸語の中で最も広く話されている。 
ベトナム語やクメール語とは遠い関係にあるが、この言語は類型的には、言語学的領域を形成するニアス語やアチェ語などのオーストロネシア語族にはるかに似ている。 
カー語は、VOS型の言語であり、やや膠着語である。  いくつかの接尾辞を含む非常に複雑な言語接尾辞システムがあり、また名詞と代名詞とで属格と「疑問」格が異なる。

## 参照資料
1. ↑  Hammarström, Harald; Forkel, Robert; Haspelmath, Martin et al., eds (2016). “Car Nicobarese”. Glottolog 2.7. Jena: Max Planck Institute for the Science of Human History
2. ↑  Cysouw, Michael; Quantitative explorations of the world-wide distribution of rare characteristics, or: the exceptionality of north-western European languages Archived 2009-05-14 at the Wayback Machine.; pp. 11-12
3. ↑  WALS: Nicobarese
4. ↑  Whitehead, Rev. G.; Dictionary of the Car (Nicobarese) language; published 1925 by American Baptist Mission Press; pp. xxvi-xxxii